# Listă de cântăreți de operă români
Aceasta este o listă de artiști lirici români notabili, în ordine alfabetică.

## A
- Alexandru Agache (bariton)
- Jean Athanasiu (bariton)

## B
- Dinu Bădescu (tenor)
- Ion Băjenaru (tenor)
- Maria Bieșu (soprană)
- Nicolae Bretan (bariton)
- Roxana Briban (soprană)
- Ion Buzea (tenor)

## C
- Maria Cebotari (soprană)
- Elena Cernei (mezzo-soprană)
- Sorin Coliban (bas-bariton)
- Roxana Constantinescu (mezzo-soprană)
- Mioara Cortez (soprană)
- Viorica Cortez (mezzo-soprană)
- Cellia Costea (soprană)
- Ileana Cotrubaș (soprană)
- Valentina Crețoiu (soprană)
- Florica Cristoforeanu (soprană)
- Lucia Cicoară Drăgan (mezzo-soprana)

## D
- Ion Dacian (tenor)
- Hariclea Darclée (soprană)
- Ruxandra Donose (mezzo-soprană)
- Dan Paul Dumitrescu (bas)

## E
- Octav Enigărescu (bariton)

## F
- Felicia Filip (soprană)
- Arta Florescu (soprană)

## G
- Grigore Gabrielescu (tenor)
- Elena Gaja (mezzo-soprană)
- Angela Gheorghiu (soprană]
- Teodora Gheorghiu (soprană)
- Traian Grozăvescu (tenor)

## H
- Carmen Hanganu (soprană)
- Anita Hartig (soprană)[1]
- Pompei Hărășteanu
- Nicolae Herlea (bariton)
- Lya Hubic (soprană)
- Ioan Hotea (tenor)

## I
- Magda Ianculescu (soprană)
- Ștefan Ignat (bariton)
- Dan Iordăchescu (bariton)
- Simina Ivan (soprană)

## K
- Martha Kessler
- Ludovic Konya (bariton)
- Ladislau Konya (bariton)

## L
- Nicolae Leonard (tenor)
- Mizzi Locker (soprană)

## M
- Elisabeta Marin (soprană)
- Emil Marinescu (tenor)
- Nelly Miricioiu (soprană)
- Mircea Moisa (bas)
- Eugenia Moldoveanu (soprană)
- Vasile Moldoveanu (tenor)
- Maria Moreanu (mezzo-soprană)
- Elena Moșuc (soprană)
- Mihai Munteanu (tenor)
- Petre Munteanu (tenor liric)
- Silvia Sorina Munteanu (soprană)
- Corneliu Murgu (tenor)

## N
- Valentina Naforniță (soprană)
- Octavian Naghiu (tenor)
- Mihail Nasta (tenor)
- Mariana Nicolesco (soprană)
- George Niculescu-Basu (bas)

## O
- David Ohanesian (bariton)
- Dimitrie Onofrei (tenor)
- Cezar Ouatu (contratenor)

## P
- Zenaida Pally (mezzo-soprană)
- Ionel Pantea
- Constantin Pavel (tenor)
- George Petean (bariton)
- Ion Piso (tenor, *1926)
- Dimitrie Popovici-Bayreuth (bariton)

## R
- Stella Roman (soprană)
- Gheorghe Roșu[2]

## S
- Joseph Schmidt (tenor)
- Nicolae Secăreanu (bas)
- Elena Simionescu (soprană)
- Ludovic Spiess (tenor spint)
- Georgeta Stoleriu

## Ș
- Petre Ștefănescu-Goangă

## T
- Șerban Tassian (bariton)
- Dorin Teodorescu (tenor)
- Valentin Teodorian (tenor)
- Elena Teodorini (mezzo-soprană)
- Aura Twarowska (mezzo-soprană)

## U
- Viorica Ursuleac (soprană)

## V
- Julia Varady (soprană)
- Leontina Văduva (soprană)
- Daniela Vlădescu (soprană)
- Ionel Voineag (tenor)

## Z
- Mirela Zafiri (soprană)
- Adela Zaharia (soprană) [3] [4]
- Virginia Zeani (soprană lirică)